# 烏尼雷亞鄉 (克勒拉希縣)
44°16′N 27°38′E / 44.27°N 27.63°E

烏尼雷亞鄉（羅馬尼亞語：Comuna Unirea, Călărași），是羅馬尼亞的鄉份，位於該國南部，由克勒拉希縣負責管轄，處於布加勒斯特以東120公里，每年平均降雨量843毫米，海拔高度14米，2007年人口2,779。